# Talmassons
Talmassons település Olaszországban, Friuli-Venezia Giulia régióban, Udine megyében. Lakosainak száma 3856 fő (2023. január 1.). Talmassons Bertiolo, Castions di Strada, Lestizza, Mortegliano, Pocenia és Rivignano Teor községekkel határos.

## Népesség
A település népességének változása:
| Lakosok száma | 4025 | 4045 | 3856 |
|               | 2017 | 2018 | 2023 |